# Dinggou (köpinghuvudort i Kina, Jiangsu Sheng, lat 32,56, long 119,66)
Dinggou (kinesiska: 丁沟, 丁沟镇) är en köpinghuvudort i Kina. Den ligger i provinsen Jiangsu, i den östra delen av landet, omkring 98 kilometer nordost om provinshuvudstaden Nanjing. Antalet invånare är 55 239. Befolkningen består av 29 222 kvinnor och 26 017 män. Barn under 15 år utgör 11,0 %, vuxna 15-64 år 73 %, och äldre över 65 år 15,0 %.
Runt Dinggou är det tätbefolkat, med 762 invånare per kvadratkilometer. Närmaste större samhälle är Xiannü, 17,9 km sydväst om Dinggou. Trakten runt Dinggou består till största delen av jordbruksmark.
Genomsnittlig årsnederbörd är 1 119 millimeter. Den regnigaste månaden är juli, med i genomsnitt 254 mm nederbörd, och den torraste är januari, med 28 mm nederbörd.